# Église Saint-Nicolas (Imatra)
Pour les articles homonymes, voir Église Saint-Nicolas.
L'église Saint-Nicolas est une église orthodoxe construite en 1956 à Imatra  en Finlande.

## Présentation
Les icônes les plus anciennes datent du XVIIIe siècle.